# Maggie Malone-Hardin
Maggie Malone-Hardin, född 30 december 1993, är en amerikansk friidrottare som tävlar i spjutkastning.

## Karriär
Malone-Hardin har vunnit tre guld i de nationella mästerskapen. Vid olympiska sommarspelen 2020 placerade hon sig på en tionde plats i spjutfinalen.